# Ficulle
Ficulle é uma comuna italiana da região da Umbria, província de Terni, com cerca de 1.683 habitantes. Estende-se por uma área de 64 km², tendo uma densidade populacional de 26 hab/km². Faz fronteira com Allerona, Fabro, Montegabbione, Orvieto, Parrano, San Venanzo.

## Demografia
| Variação demográfica do município entre 1861 e 2011                               |
|                                                                                   |
| Fonte: Istituto Nazionale di Statistica (ISTAT) - Elaboração gráfica da Wikipedia |